# Богомолов Володимир Йосипович
Володимир Йосипович Богомолов (до 1953 — Войтинський; 3 липня 1924, село Кирилівка (за іншими даними Кирилово), Московська губернія, СРСР — 30 грудня 2003, Москва, Росія) — радянський і російський письменник, автор відомого роману про контррозвідників «У серпні сорок четвертого».

## З життєпису
У 1938 році закінчив сім класів середньої школи у Москві, іспити за 8-й клас здав екстерном у Севастополі. З липня 1939 працював рахівником, моряком, помічником моториста в селах Алуштинського та Ялтинського районів Криму.
З жовтня 1941 по квітень 1942, з червня 1943 по вересень 1944 служив в Червоній армії. У вересні 1944 переведений з військової розвідки в органи військової контррозвідки МДБ в Головне управління контррозвідки «СМЕРШ» Наркомату Оборони СРСР, де служив до листопада 1949.
Форсував Віслу, брав участь у бойових діях в Польщі, Східній Пруссії та Німеччині.
З 9 грудня 1948 переведений в Україну для участі в операціях проти учасників бандерівського руху, далі служив у Німеччині. 29 листопада 1949 року в званні лейтенанта був комісований на підставі стану здоров'я, пов'язаного з проходженням військової служби.

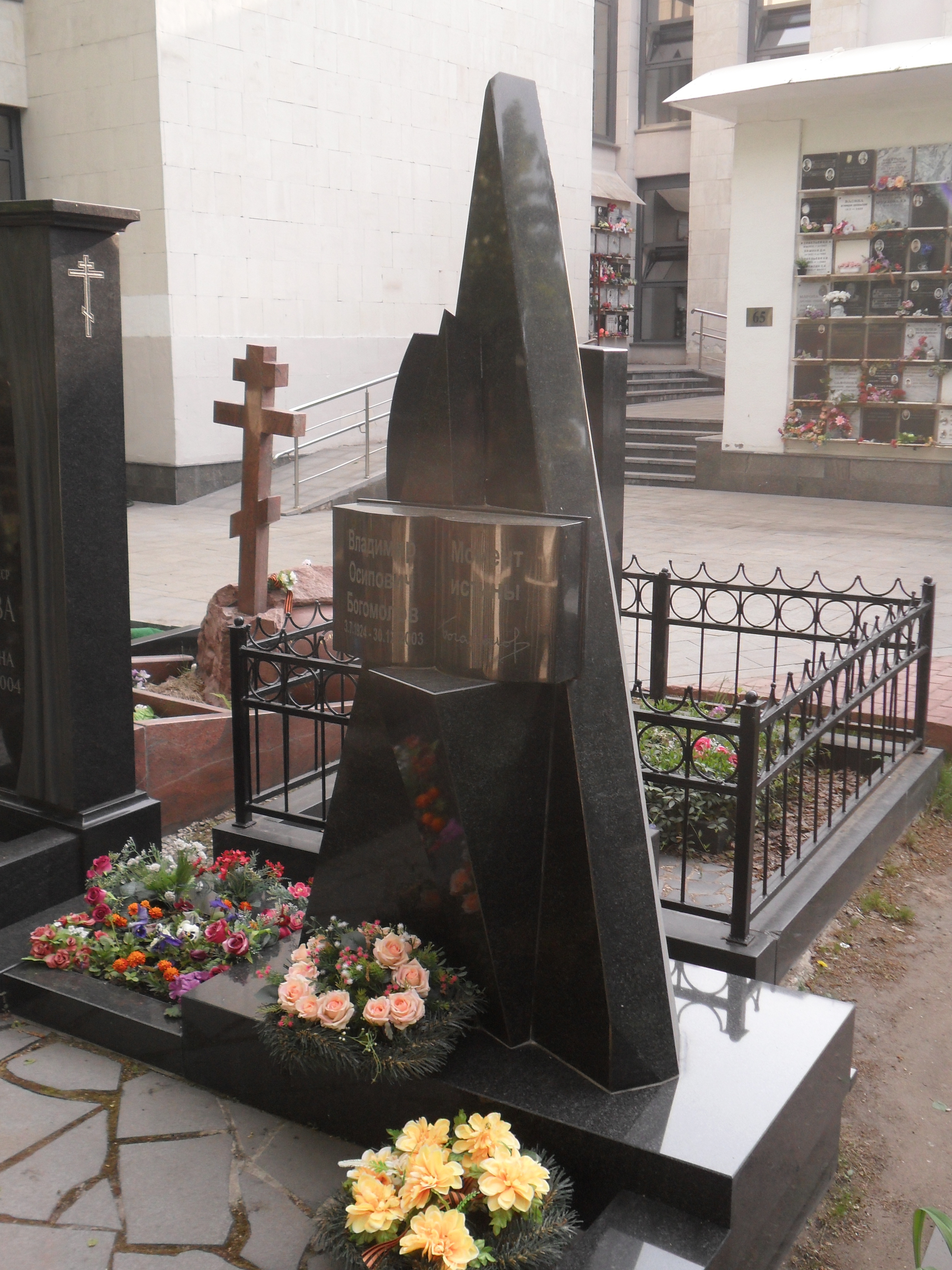
Місце поховання, Москва, Ваганьковське кладовище

У червні 1952 року екстерном закінчив середню школу робітничої молоді, в 1952—1954 роках навчався на спеціальності «Російська література» в Московському державному університеті. На другому курсі залишив університет, визнавши для себе певний розрив між академічними і прикладними знаннями в галузі літератури.
З моменту виходу повісті «Іван» в 1957 і до кінця життя, незважаючи на регулярні і наполегливі запрошення категорично відмовлявся вступати до союзу письменників.
У повісті «Іван» та ряді подальших творів розробляв тему людини на війні.
В 1990-і роки, після розпаду СРСР кілька разів звертався до вищого керівництва Росії з вимогою надати державну підтримку військовим, котрі проходили службу в Прибалтиці.
У 1995 році вступив з публічну полеміку з письменником Георгієм Владімовим про роль генерала Власова в долі Росії.
Помер від важкого і тривалого онкологічного захворювання.